# Harold Walden
Harold Adrian Walden (* 10. Oktober 1887 in Ambala, Indien; † 2. Dezember 1955 in Leeds) war ein englischer Amateurfußballspieler. Er nahm an den Olympischen Sommerspielen 1912 teil und wurde Torschützenkönig und Sieger des Fußballturniers.

## Leben
Harold Walden war im Jahr 1903 der Army beigetreten und diente in Indien und Irland. Er spielte ebenfalls für eine Fußballauswahl der Army und trat mehrmals gegen die der Navy an. Er kämpfte im Ersten Weltkrieg im West Yorkshire Regiment und erreichte sogar den Rang eines Captains. Walden begann seine sportliche Karriere als Mittelstürmer in Halifax Town, bevor er im Dezember 1911 nach Bradford City ging. Er blieb dort vier Spielzeiten und war in der Saison 1911/12 deren bester Torschütze. In diesem Sommer spielte er auch in der englischen Amateurnationalmannschaft bei den Olympischen Sommerspielen 1912. Er wurde mit der britischen Mannschaft Olympiasieger. Bei dem Turnier erzielte er in drei Spielen neun Tore und wurde somit auch Torschützenkönig. 
Nach Ende des Ersten Weltkriegs ging Walden zu Arsenal London. Er spielte dort allerdings nur zweimal, schoss dabei ein einziges Tor, das Debüt bei Arsenal war am 12. Februar 1921, am Ende der Saison 1920/21 ging er zurück nach Bradford. Nach seinem Karriereende und seinem Ausstieg aus der Army wurde er Musiker. Er zog nach Yorkshire und trat dort im Varieté auf. Sein Debüt als Sänger hatte er 1919 noch als aktiver Fußballer gegeben. Er spielte 1920 in dem Film The Winning Goal mit, einem der ersten Filme über Fußball. Er starb 1955 an einem Herzinfarkt am Bahnhof in Leeds.

## Filmografie
- The Winning Goal (1920) als Jack Metherill
- Cup-Tie Honeymoon (1948) als er selbst